# Лос-Анджелес Спаркс
«Лос-А́нджелес Спаркс» (англ. Los Angeles Sparks) — американский профессиональный женский баскетбольный клуб, выступающий в Западной конференции женской национальной баскетбольной ассоциации (ЖНБА). Команда базируется в городе Лос-Анджелес (штат Калифорния) и является одной из восьми команд-основательниц ЖНБА, свои же домашние игры проводит на «Crypto.com-арене». Владельцем команды является компания Sparks LA Sports, LLC, в которую входят пять местных предпринимателей: Марк Уолтер, Мэджик Джонсон, Стэн Кастен, Тодд Били и Бобби Паттон.
За двадцать пять лет участия в чемпионате ЖНБА «Искры» пять раз выступали в финале турнира и трижды становились победителями первенства. В 2001 и 2002 годах «Лос-Анджелес» в финале всухую (2-0) обыграл клубы «Шарлотт Стинг» и «Нью-Йорк Либерти» соответственно, а в 2016 году с огромным трудом выиграл у команды «Миннесота Линкс» со счётом 3-2. В 2003 году «Спаркс» со счётом 1-2 проиграли «Детройт Шок», а в 2017 году также в решающем матче (2-3) уступили тем же «Линкс». Таким образом, результат команды в финальных играх составляет 10-7.
За время существования клуба в нём выступали такие известные баскетболистки, как Эрика де Соуза, Дженнифер Гиллом, Алана Бирд, Челси Грей, Тамека Диксон, Марго Дыдек, Жантель Лавендер, Бетти Леннокс, Лиза Лесли (трёхкратная MVP), Тадж Макуильямс, Делиша Милтон, Ннека и Чини Огвумике, Тиша Пенишейру, Кристи Толивер, Кэндис Паркер (двукратная MVP), Мвади Мабика, Сеймон Огастус, Кэппи Пондекстер, Мишель Сноу, Никки Тисли, Пенни Толер, Тина Томпсон, Кэндис Уиггинс, Мэри Фердинанд, Линдсей Хардинг и Чамик Холдскло.

## Участия в финалах ЖНБА
Команда «Лос-Анджелес Спаркс» принимала участие в пяти финальных сериях ЖНБА, одержав победу в трёх из них.
| Сезон | Соперник         | Результат | Счёт                | Место проведения                  |
| ----- | ---------------- | --------- | ------------------- | --------------------------------- |
| 2001  | Шарлотт Стинг    | Победа    | 82:54 (2:0 в серии) | Стейплс-центр, Лос-Анджелес       |
| 2002  | Нью-Йорк Либерти | Победа    | 69:66 (2:0 в серии) | Стейплс-центр, Лос-Анджелес       |
| 2003  | Детройт Шок      | Поражение | 78:83 (1:2 в серии) | Пэлас оф Оберн-Хиллс, Оберн-Хиллс |
| 2016  | Миннесота Линкс  | Победа    | 77:76 (3:2 в серии) | Таргет-центр, Миннеаполис         |
| 2017  | Миннесота Линкс  | Поражение | 76:85 (2:3 в серии) | Уильямс-арена, Миннеаполис        |

## Протокол сезонов ЖНБА
| Сезон               | Конференция         | Место               | Регулярный чемпионат | Регулярный чемпионат | Регулярный чемпионат | Плей-офф | Тренер                                                      | Ссылки                                   |
| Сезон               | Конференция         | Место               | Победы               | Поражения            | Процент              | Плей-офф | Тренер                                                      | Ссылки                                   |
| Лос-Анджелес Спаркс | Лос-Анджелес Спаркс | Лос-Анджелес Спаркс | Лос-Анджелес Спаркс  | Лос-Анджелес Спаркс  | Лос-Анджелес Спаркс  | Лос-Анджелес Спаркс | Лос-Анджелес Спаркс                                         | Лос-Анджелес Спаркс                      |
| ------------------- | ------------------- | ------------------- | -------------------- | -------------------- | -------------------- | --- | ----------------------------------------------------------- | ---------------------------------------- |
| 1997                | Западная            | 2-е                 | 14                   | 14                   | 50,0                 | Не квалифицировалась в плей-офф | Линда Шарп (4-7) Джули Руссо (10-7)                         | [ 7 ]                                    |
| 1998                | Западная            | 3-е                 | 12                   | 18                   | 40,0                 | Не квалифицировалась в плей-офф | Джули Руссо (7-13) Орландо Вулридж (5-5)                    | [ 8 ]                                    |
| 1999                | Западная            | 2-е                 | 20                   | 12                   | 62,5                 | Выиграла в полуфинале конференции у «Монархс» со счётом 71:58 Проиграла в финале конференции «Кометс» со счётом 1:2                                          | Орландо Вулридж                                             | [ 9 ]                                    |
| 2000                | Западная            | 1-е                 | 28                   | 4                    | 87,5                 | Выиграла в полуфинале конференции у «Меркури» со счётом 2:0 Проиграла в финале конференции «Кометс» со счётом 0:2                                            | Майкл Купер                                                 | [ 10 ]                                   |
| 2001                | Западная            | 1-е                 | 28                   | 4                    | 87,5                 | Выиграла в полуфинале конференции у «Кометс» со счётом 2:0 Выиграла в финале конференции у «Монархс» со счётом 2:1 Выиграла в финале у «Стинг» со счётом 2:0 | Майкл Купер                                                 | [ 11 ]                                   |
| 2002                | Западная            | 1-е                 | 25                   | 7                    | 78,1                 | Выиграла в полуфинале конференции у «Шторм» со счётом 2:0 Выиграла в финале конференции у «Старз» со счётом 2:0 Выиграла в финале у «Либерти» со счётом 2:0  | Майкл Купер                                                 | [ 12 ]                                   |
| 2003                | Западная            | 1-е                 | 24                   | 10                   | 70,6                 | Выиграла в полуфинале конференции у «Линкс» со счётом 2:1 Выиграла в финале конференции у «Монархс» со счётом 2:1 Проиграла в финале «Шок» со счётом 1:2     | Майкл Купер                                                 | [ 13 ]                                   |
| 2004                | Западная            | 1-е                 | 25                   | 9                    | 73,5                 | Проиграла в полуфинале конференции «Монархс» со счётом 1:2                                                                                                   | Майкл Купер (14-6) Карлин Томпсон и Райан Вайзенберг (11-3) | [ 14 ]                                   |
| 2005                | Западная            | 4-е                 | 17                   | 17                   | 50,0                 | Проиграла в полуфинале конференции «Монархс» со счётом 0:2                                                                                                   | Генри Бибби (13-15) Джо Брайант (4-2)                       | [ 15 ]                                   |
| 2006                | Западная            | 1-е                 | 25                   | 9                    | 73,5                 | Выиграла в полуфинале конференции у «Шторм» со счётом 2:1 Проиграла в финале конференции «Монархс» со счётом 0:2                                             | Джо Брайант                                                 | [ 16 ]                                   |
| 2007                | Западная            | 7-е                 | 10                   | 24                   | 29,4                 | Не квалифицировалась в плей-офф | Майкл Купер                                                 | [ 17 ]                                   |
| 2008                | Западная            | 3-е                 | 20                   | 14                   | 58,8                 | Выиграла в полуфинале конференции у «Шторм» со счётом 2:1 Проиграла в финале конференции «Силвер Старз» со счётом 1:2                                        | Майкл Купер                                                 | [ 18 ]                                   |
| 2009                | Западная            | 3-е                 | 18                   | 16                   | 52,9                 | Выиграла в полуфинале конференции у «Шторм» со счётом 2:1 Проиграла в финале конференции «Меркури» со счётом 1:2                                             | Майкл Купер                                                 | [ 19 ]                                   |
| 2010                | Западная            | 4-е                 | 13                   | 21                   | 38,2                 | Проиграла в полуфинале конференции «Шторм» со счётом 0:2 | Дженнифер Гиллом                                            | [ 20 ]                                   |
| 2011                | Западная            | 5-е                 | 15                   | 19                   | 44,1                 | Не квалифицировалась в плей-офф | Дженнифер Гиллом (4-6) Джо Брайант (11-13)                  | [ 21 ]                                   |
| 2012                | Западная            | 2-е                 | 24                   | 10                   | 70,6                 | Выиграла в полуфинале конференции у «Силвер Старз» со счётом 2:0 Проиграла в финале конференции «Линкс» со счётом 0:2                                        | Кэрол Росс                                                  | [ 22 ]                                   |
| 2013                | Западная            | 2-е                 | 24                   | 10                   | 70,6                 | Проиграла в полуфинале конференции «Меркури» со счётом 1:2                                                                                                   | Кэрол Росс                                                  | [ 23 ]                                   |
| 2014                | Западная            | 4-е                 | 16                   | 18                   | 47,1                 | Проиграла в полуфинале конференции «Меркури» со счётом 0:2                                                                                                   | Кэрол Росс (10-12) Пенни Толер (6-6)                        | [ 24 ]                                   |
| 2015                | Западная            | 4-е                 | 14                   | 20                   | 41,2                 | Проиграла в полуфинале конференции «Линкс» со счётом 1:2 | Брайан Аглер                                                | [ 25 ]                                   |
| 2016                | Западная            | 2-е                 | 26                   | 8                    | 76,5                 | Выиграла в полуфинале у «Скай» со счётом 3:1 Выиграла в финале у «Линкс» со счётом 3:2                                                                       | Брайан Аглер                                                | [ 26 ]                                   |
| 2017                | Западная            | 2-е                 | 26                   | 8                    | 76,5                 | Выиграла в полуфинале у «Меркури» со счётом 3:0 Проиграла в финале «Линкс» со счётом 2:3                                                                     | Брайан Аглер                                                | [ 27 ]                                   |
| 2018                | Западная            | 3-е                 | 19                   | 15                   | 55,9                 | Выиграла в первом раунде у «Линкс» со счётом 75:68 Проиграла во втором раунде «Мистикс» со счётом 64:96                                                      | Брайан Аглер                                                | [ 28 ]                                   |
| 2019                | Западная            | 1-е                 | 22                   | 12                   | 64,7                 | Выиграла во втором раунде у «Шторм» со счётом 92:69 Проиграла в полуфинале «Сан» со счётом 0:3                                                               | Дерек Фишер                                                 | [ 29 ]                                   |
| 2020                | Западная            | 3-е                 | 15                   | 7                    | 68,2                 | Проиграла во втором раунде «Сан» со счётом 59:73 | Дерек Фишер                                                 | [ 30 ]                                   |
| 2021                | Западная            | 6-е                 | 12                   | 20                   | 37,5                 | Не квалифицировалась в плей-офф | Дерек Фишер                                                 | [ 31 ]                                   |
| 2022                | Западная            | 6-е                 | 13                   | 23                   | 36,1                 | Не квалифицировалась в плей-офф | Дерек Фишер (5-7) Фред Уильямс (8-16)                       | [ 32 ]                                   |
| 2023                | Западная            | 4-е                 | 17                   | 23                   | 42,5                 | Не квалифицировалась в плей-офф | Курт Миллер                                                 | [ 33 ]                                   |
| 2024                | Западная            | 6-е                 | 8                    | 32                   | 20,0                 | Не квалифицировалась в плей-офф | Курт Миллер                                                 | [ 34 ]                                   |
| Регулярки           | Регулярки           | Регулярки           | 530                  | 404                  | 56,7                 | 4 титула победителя Западной конференции | 4 титула победителя Западной конференции                    | 4 титула победителя Западной конференции |
| Плей-офф            | Плей-офф            | Плей-офф            | 47                   | 43                   | 52,2                 | 3 титула победителя турнира женской НБА | 3 титула победителя турнира женской НБА                     | 3 титула победителя турнира женской НБА  |

## Статистика игроков
| Сезоны | Лучшие игроки команды по пяти главным статистическим показателям | Лучшие игроки команды по пяти главным статистическим показателям | Лучшие игроки команды по пяти главным статистическим показателям | Лучшие игроки команды по пяти главным статистическим показателям | Лучшие игроки команды по пяти главным статистическим показателям | Ссылки |
| Сезоны | PPG                                                              | RPG                                                              | APG                                                              | SPG                                                              | BPG                                                              | Ссылки |
| ------ | ---------------------------------------------------------------- | ---------------------------------------------------------------- | ---------------------------------------------------------------- | ---------------------------------------------------------------- | ---------------------------------------------------------------- | ------ |
| 1997   | Лиза Лесли (15,5)                                                | Лиза Лесли (9,5)[a]                                              | Пенни Толер (4,9)                                                | Тамека Диксон (1,9)                                              | Лиза Лесли (2,1)                                                 | [ 7 ]  |
| 1998   | Лиза Лесли (19,6)                                                | Лиза Лесли (10,2)                                                | Пенни Толер (4,8)                                                | Лиза Лесли (1,5)                                                 | Лиза Лесли (2,1)                                                 | [ 8 ]  |
| 1999   | Лиза Лесли (15,6)                                                | Лиза Лесли (7,8)                                                 | Мвади Мабика (3,5)                                               | Делиша Милтон (1,5)                                              | Лиза Лесли (1,5)                                                 | [ 9 ]  |
| 2000   | Лиза Лесли (17,8)                                                | Лиза Лесли (9,6)                                                 | Юкари Фиггз (4,0)                                                | Мвади Мабика (1,8)                                               | Лиза Лесли (2,3)                                                 | [ 10 ] |
| 2001   | Лиза Лесли (19,5)                                                | Лиза Лесли (9,6)                                                 | Юкари Фиггз (3,9)                                                | Делиша Милтон (1,5)                                              | Лиза Лесли (2,3)                                                 | [ 11 ] |
| 2002   | Лиза Лесли (16,9)                                                | Лиза Лесли (10,4)                                                | Никки Тисли (4,4)                                                | Делиша Милтон (1,6)                                              | Лиза Лесли (2,9)                                                 | [ 12 ] |
| 2003   | Лиза Лесли (18,4)                                                | Лиза Лесли (10,0)                                                | Никки Тисли (6,3)                                                | Делиша Милтон (1,6)                                              | Лиза Лесли (2,7)                                                 | [ 13 ] |
| 2004   | Лиза Лесли (17,6)                                                | Лиза Лесли (9,9)                                                 | Никки Тисли (6,1)                                                | Лиза Лесли (1,5)                                                 | Лиза Лесли (2,9)                                                 | [ 14 ] |
| 2005   | Чамик Холдскло (17,0)                                            | Лиза Лесли (7,3)                                                 | Никки Тисли (3,7)                                                | Лиза Лесли (2,0)                                                 | Лиза Лесли (2,1)                                                 | [ 15 ] |
| 2006   | Лиза Лесли (20,0)                                                | Лиза Лесли (9,5)                                                 | Темика Джонсон (5,0)                                             | Лиза Лесли (1,5)                                                 | Лиза Лесли (1,7)                                                 | [ 16 ] |
| 2007   | Чамик Холдскло (15,8) Тадж Макуильямс (11,1)[b]                  | Тадж Макуильямс (5,9)                                            | Шерилл Бейкер (3,2)                                              | Шерилл Бейкер (1,5)                                              | Тадж Макуильямс (1,0)                                            | [ 17 ] |
| 2008   | Кэндис Паркер (18,5)                                             | Кэндис Паркер (9,5)                                              | Шеннон Боббитт (3,5)                                             | Лиза Лесли (1,5)                                                 | Лиза Лесли (2,9)                                                 | [ 18 ] |
| 2009   | Лиза Лесли (15,4)                                                | Кэндис Паркер (9,8)                                              | Ноэль Куинн (3,5)                                                | Делиша Милтон (1,2)                                              | Кэндис Паркер (2,1)                                              | [ 19 ] |
| 2010   | Кэндис Паркер (20,6)                                             | Кэндис Паркер (10,1)                                             | Тиша Пенишейру (6,9)                                             | Тиша Пенишейру (1,3)                                             | Кэндис Паркер (2,2)                                              | [ 20 ] |
| 2011   | Кэндис Паркер (18,5)                                             | Кэндис Паркер (8,6)                                              | Тиша Пенишейру (4,8)                                             | Кэндис Паркер (1,2)                                              | Кэндис Паркер (1,6)                                              | [ 21 ] |
| 2012   | Кристи Толивер (17,5)                                            | Кэндис Паркер (9,7)                                              | Кристи Толивер (4,9)                                             | Кэндис Паркер (1,5)                                              | Кэндис Паркер (2,3)                                              | [ 22 ] |
| 2013   | Кэндис Паркер (17,9)                                             | Кэндис Паркер (8,7)                                              | Линдсей Хардинг (5,2)                                            | Ннека Огвумике (1,5)                                             | Кэндис Паркер (1,8)                                              | [ 23 ] |
| 2014   | Кэндис Паркер (19,4)                                             | Кэндис Паркер (7,1)                                              | Кэндис Паркер (4,3)                                              | Кэндис Паркер (1,8)                                              | Кэндис Паркер (1,4)                                              | [ 24 ] |
| 2015   | Кэндис Паркер (19,4) Ннека Огвумике (15,8)[c]                    | Кэндис Паркер (10,1) Жантель Лавендер (8,3)[d]                   | Кэндис Паркер (6,3)                                              | Кэндис Паркер (1,9)                                              | Кэндис Паркер (1,8)                                              | [ 25 ] |
| 2016   | Ннека Огвумике (19,7)                                            | Ннека Огвумике (9,1)                                             | Кэндис Паркер (4,9)                                              | Алана Бирд (1,7)                                                 | Ннека Огвумике (1,2)                                             | [ 26 ] |
| 2017   | Ннека Огвумике (18,8)                                            | Кэндис Паркер (8,4)                                              | Челси Грей (4,4)                                                 | Алана Бирд (2,1)                                                 | Кэндис Паркер (1,7)                                              | [ 27 ] |
| 2018   | Кэндис Паркер (17,9)                                             | Кэндис Паркер (8,2)                                              | Челси Грей (5,1)                                                 | Ннека Огвумике (1,6)                                             | Кэндис Паркер (1,1)                                              | [ 28 ] |
| 2019   | Ннека Огвумике (16,1)                                            | Ннека Огвумике (8,8)                                             | Челси Грей (5,9)                                                 | Ннека Огвумике (1,9)                                             | Калани Браун (0,8)                                               | [ 29 ] |
| 2020   | Кэндис Паркер (14,7)                                             | Кэндис Паркер (9,7)                                              | Челси Грей (5,3)                                                 | Челси Грей (1,5)                                                 | Кэндис Паркер (1,2)                                              | [ 30 ] |
| 2021   | Ннека Огвумике (14,5)                                            | Ннека Огвумике (6,5)                                             | Эрика Уилер (4,8)                                                | Бриттни Сайкс (1,8)                                              | Ниа Коффи (1,2)                                                  | [ 31 ] |
| 2022   | Ннека Огвумике (18,1)                                            | Ннека Огвумике (6,6)                                             | Джордин Кэнада (5,5)                                             | Бриттни Сайкс (2,0)                                              | Лиз Кэмбидж (1,6)                                                | [ 32 ] |
| 2023   | Ннека Огвумике (19,1)                                            | Ннека Огвумике (8,8)                                             | Джордин Кэнада (6,0)                                             | Джордин Кэнада (2,3)                                             | Азурей Стивенс (0,9)                                             | [ 33 ] |
| 2024   | Дирика Хэмби (17,3)                                              | Дирика Хэмби (9,2)                                               | Одисси Симс (5,1)                                                | Дирика Хэмби (1,7)                                               | Кэмерон Бринк (2,3)                                              | [ 34 ] |

- a  Жирным шрифтом выделен игрок, который выиграл в этом сезоне ту или иную номинацию.
- b  В этом сезоне Холдскло стала лучшей в клубе по среднему показателю за игру (15,8), однако провела всего 5 игр из 34, поэтому её результат не учитывался при распределении мест в этой номинации, а первое место в команде заняла Тадж Макуильямс, показатель которой составил всего 11,1 очка в среднем за игру[17].
- c  В этом сезоне Кэндис Паркер стала лучшей по среднему показателю за игру (19,4), однако провела всего 16 игр из 34, поэтому её результат не учитывался при распределении мест в этой номинации, а первое место в команде заняла Ннека Огвумике, показатель которой составил всего 15,8 очка в среднем за игру[25].
- d  В этом сезоне Кэндис Паркер стала лучшей по среднему показателю за игру (10,1), однако провела всего 16 игр из 34, поэтому её результат не учитывался при распределении мест в этой номинации, а первое место заняла Кортни Пэрис, показатель которой составил всего 9,3 подбора в среднем за игру[35].

## Текущий состав
| \| Поз. \| № \| Гражд. \| Имя \| Дата рождения (возраст) \| Рост \| Вес \| Звание \| \| ---- \| -- \| ------ \| ---------------- \| -------------------------- \| ------ \| ----- \| ------ \| \| З \| 0 \| \| Одисси Симс \| 13 июля 1992 (33 года) \| 173 см \| 70 кг \| \| \| Ф \| 1 \| \| Санайя Фейгин \| 15 марта 2003 (22 года) \| 191 см \| \| \| \| Ф \| 2 \| \| Рики Джексон \| 16 марта 2001 (24 года) \| 188 см \| 79 кг \| \| \| Ф \| 4 \| \| Лиату Кинг \| 10 февраля 2002 (23 года) \| 183 см \| \| \| \| Ф \| 5 \| \| Дирика Хэмби \| 6 ноября 1993 (31 год) \| 191 см \| 86 кг \| \| \| З \| 10 \| \| Келси Плам \| 24 августа 1994 (30 лет) \| 173 см \| 66 кг \| \| \| З/Ф \| 12 \| \| Рей Баррелл \| 21 июня 2000 (25 лет) \| 188 см \| 76 кг \| \| \| З \| 13 \| \| Сара Эшли Баркер \| 10 сентября 2001 (23 года) \| 183 см \| \| \| \| З \| 20 \| \| Жюли Альман \| 7 июля 1996 (29 лет) \| 173 см \| 67 кг \| \| \| Ц \| 21 \| \| Мерседес Расселл \| 27 июля 1995 (29 лет) \| 198 см \| 88 кг \| \| \| Ф \| 22 \| \| Кэмерон Бринк \| 31 декабря 2001 (23 года) \| 193 см \| 77 кг \| \| \| Ф/Ц \| 23 \| \| Азурей Стивенс \| 1 февраля 1996 (29 лет) \| 198 см \| 82 кг \| \| \| Ф \| 32 \| \| Эмма Кэннон \| 1 июня 1989 (36 лет) \| 188 см \| 86 кг \| \| | Главный тренер - Линн Робертс Ассистенты тренера - Зак Баншик - Майк Найборс - Даниэлла Робинсон - Кариса Шерер Легенда - (К) — Капитан команды Последнее изменение: 20 мая 2025 года |              |                  |                            |        |       |        |
| Поз. | № | Гражд.       | Имя              | Дата рождения (возраст)    | Рост   | Вес   | Звание |
| З | 0 | Флаг США     | Одисси Симс      | 13 июля 1992 (33 года)     | 173 см | 70 кг |        |
| Ф | 1 | Флаг США     | Санайя Фейгин    | 15 марта 2003 (22 года)    | 191 см |       |        |
| Ф | 2 | Флаг США     | Рики Джексон     | 16 марта 2001 (24 года)    | 188 см | 79 кг |        |
| Ф | 4 | Флаг США     | Лиату Кинг       | 10 февраля 2002 (23 года)  | 183 см |       |        |
| Ф | 5 | Флаг США     | Дирика Хэмби     | 6 ноября 1993 (31 год)     | 191 см | 86 кг |        |
| З | 10 | Флаг США     | Келси Плам       | 24 августа 1994 (30 лет)   | 173 см | 66 кг |        |
| З/Ф | 12 | Флаг США     | Рей Баррелл      | 21 июня 2000 (25 лет)      | 188 см | 76 кг |        |
| З | 13 | Флаг США     | Сара Эшли Баркер | 10 сентября 2001 (23 года) | 183 см |       |        |
| З | 20 | Флаг Бельгии | Жюли Альман      | 7 июля 1996 (29 лет)       | 173 см | 67 кг |        |
| Ц | 21 | Флаг США     | Мерседес Расселл | 27 июля 1995 (29 лет)      | 198 см | 88 кг |        |
| Ф | 22 | Флаг США     | Кэмерон Бринк    | 31 декабря 2001 (23 года)  | 193 см | 77 кг |        |
| Ф/Ц | 23 | Флаг США     | Азурей Стивенс   | 1 февраля 1996 (29 лет)    | 198 см | 82 кг |        |
| Ф | 32 | Флаг США     | Эмма Кэннон      | 1 июня 1989 (36 лет)       | 188 см | 86 кг |        |

## Главные тренеры
| Тренер                            | Сезоны                  | Победы и поражения (процент) | Победы и поражения (процент) | Ссылки        |
| Тренер                            | Сезоны                  | Регулярка                    | Плей-офф                     | Ссылки        |
| --------------------------------- | ----------------------- | ---------------------------- | ---------------------------- | ------------- |
| Линда Шарп                        | 1997                    | 4-7 (36,4)                   | 0-0 (0,0)                    | [ 36 ]        |
| Джули Руссо                       | 1997—1998               | 17-20 (45,9)                 | 0-0 (0,0)                    | [ 37 ]        |
| Орландо Вулридж                   | 1998—1999               | 25-17 (59,5)                 | 2-2 (50,0)                   | [ 38 ]        |
| Майкл Купер                       | 2000—2004, 2007—2009    | 167-85 (66,3)                | 25-13 (65,8)                 | [ 39 ]        |
| Карлин Томпсон и Райан Вайзенберг | 2004 (делили должность) | 11-3 (78,6)                  | 1-2 (33,3)                   | [ 40 ] [ 41 ] |
| Генри Бибби                       | 2005                    | 13-15 (46,4)                 | 0-0 (0,0)                    | [ 42 ]        |
| Джо Брайант                       | 2005—2006, 2011         | 40-24 (62,5)                 | 2-5 (28,6)                   | [ 43 ]        |
| Дженнифер Гиллом                  | 2010—2011               | 17-27 (38,6)                 | 0-2 (0,0)                    | [ 44 ]        |
| Кэрол Росс                        | 2012—2014               | 58-32 (64,4)                 | 3-4 (42,9)                   | [ 45 ]        |
| Пенни Толер                       | 2014                    | 6-6 (50,0)                   | 0-2 (0,0)                    | [ 46 ]        |
| Брайан Аглер                      | 2015—2018               | 85-51 (62,5)                 | 13-9 (59,1)                  | [ 47 ]        |
| Дерек Фишер                       | 2019—2022               | 54-46 (54,0)                 | 1-4 (20,0)                   | [ 48 ]        |
| Фред Уильямс                      | 2022                    | 8-16 (33,3)                  | 0-0 (0,0)                    | [ 49 ]        |
| Курт Миллер                       | 2023—2024               | 25-55 (31,3)                 | 0-0 (0,0)                    | [ 50 ]        |
| Линн Робертс                      | 2025—н. в.              | 0-0 (0,0)                    | 0-0 (0,0)                    |               |
| Всего                             |                         | 530-404 (56,7)               | 47-43 (52,2)                 |               |

## Владельцы команды
- Джерри Басс (1997—2006)
- Gemini Basketball LLC, в которую входили Карла Кристофферсон, Кэти Гудмен и Линей Джонс (2006—2011)
- Williams Group Holdings, в которую входили Пола Мэдисон, Карла Кристофферсон, Кэти Гудмен и Лиза Лесли (2011—2014)
- Sparks LA Sports, LLC, в которую входят Марк Уолтер, Мэджик Джонсон, Стэн Кастен, Тодд Били и Бобби Паттон (2014—н.в.)

## Генеральные менеджеры
- Ронда Уиндем (1997—1999)
- Пенни Толер (2000—2019)
- Дерек Фишер (2021—2022)
- Карен Брайант (2023)
- Рейган Пебли (2024—н.в.)

## Зал славы баскетбола
| Игрок            | Позиция                | Карьера в команде | Год включения | Ссылки |
| ---------------- | ---------------------- | ----------------- | ------------- | ------ |
| Лиза Лесли       | Центровая              | (1997—2009)       | 2015          | [ 51 ] |
| Тина Томпсон     | Лёгкий форвард         | (2009—2011)       | 2018          | [ 52 ] |
| Тереза Уизерспун | Разыгрывающий защитник | (2004)            | 2019          | [ 53 ] |

## Зал славы женского баскетбола
| Игрок            | Позиция                     | Карьера в команде | Год включения | Ссылки |
| ---------------- | --------------------------- | ----------------- | ------------- | ------ |
| Дэдра Чарльз     | Тяжёлый форвард / Центровая | (1997)            | 2007          | [ 54 ] |
| Дженнифер Гиллом | Тяжёлый форвард / Центровая | (2003)            | 2009          | [ 55 ] |
| Тереза Уизерспун | Разыгрывающий защитник      | (2004)            | 2010          | [ 56 ] |
| Памела Макги     | Центровая / Тяжёлый форвард | (1998)            | 2012          | [ 57 ] |
| Лиза Лесли       | Центровая                   | (1997—2009)       | 2015          | [ 58 ] |
| Тина Томпсон     | Лёгкий форвард              | (2009—2011)       | 2018          | [ 59 ] |
| Чамик Холдскло   | Лёгкий форвард              | (2005—2007)       | 2018          | [ 60 ] |
| Тиша Пенишейру   | Разыгрывающий защитник      | (2010—2011)       | 2019          | [ 61 ] |

## Зал славы ФИБА
| Игрок       | Позиция   | Карьера в команде | Год включения | Ссылки |
| ----------- | --------- | ----------------- | ------------- | ------ |
| Марго Дыдек | Центровая | (2008)            | 2019          | [ 62 ] |
| Чжэн Хайся  | Центровая | (1997—1998)       | 2021          | [ 63 ] |

## Индивидуальные и командные награды
| Награды                     | Игроки, тренеры и сезоны | Ссылки |
| --------------------------- | --- | ------ |
| Чемпионка ЖНБА              | 3 (2001, 2002 и 2016) | [ 64 ] |
| Финал ЖНБА                  | 5 (2001, 2002, 2003, 2016 и 2017)                                                                                            |        |
| Плей-офф ЖНБА               | 20 (1999, 2000, 2001, 2002, 2003, 2004, 2005, 2006, 2008, 2009, 2010, 2012, 2013, 2014, 2015, 2016, 2017, 2018, 2019 и 2020) |        |
| MVP ЖНБА                    | Лиза Лесли (2001, 2004 и 2006), Кэндис Паркер (2008 и 2013), Ннека Огвумике (2016)                                           | [ 65 ] |
| MVP финала ЖНБА             | Лиза Лесли (2001 и 2002), Кэндис Паркер (2016)                                                                               | [ 66 ] |
| MVP ASG ЖНБА                | Лиза Лесли (1999, 2001 и 2002), Никки Тисли (2003), Кэндис Паркер (2013)                                                     | [ 67 ] |
| Лучший игрок обороны        | Лиза Лесли (2004 и 2008), Алана Бирд (2017 и 2018), Кэндис Паркер (2020)                                                     | [ 68 ] |
| Самый прогрессирующий игрок | Кристи Толивер (2012) | [ 69 ] |
| Спортивное поведение        | Чжэн Хайся (1997), Ннека Огвумике (2019, 2020 и 2021), Дирика Хэмби (2024)                                                   | [ 70 ] |
| Лучший шестой игрок         | Жантель Лавендер (2016) | [ 71 ] |
| Лидерские качества          | нет | [ 72 ] |
| Лучший новичок              | Кэндис Паркер (2008), Ннека Огвумике (2012)                                                                                  | [ 73 ] |
| Лучший тренер               | Майкл Купер (2000), Кэрол Росс (2012)                                                                                        | [ 74 ] |
| Лучший менеджер             | нет | [ 75 ] |

## Закреплённые номера
| Закреплённые номера | Закреплённые номера | Закреплённые номера    | Закреплённые номера | Закреплённые номера |
| Номер               | Игрок               | Позиция                | Годы                | Ссылки              |
| ------------------- | ------------------- | ---------------------- | ------------------- | ------------------- |
| 9                   | Лиза Лесли          | Центровая              | (1997—2009)         | [ 76 ]              |
| 11                  | Пенни Толер         | Разыгрывающий защитник | (1997—1999)         | [ 77 ]              |

## Известные игроки
- Ники Аносике
- Латаша Байерс
- Евгения Белякова
- Алана Бирд
- Мария Вадеева
- Энн Воутерс
- Дженнифер Гиллом
- Челси Грей
- Сандрин Груда
- Ана Дабович
- Эрика де Соуза
- Темика Джонсон
- Тамека Диксон
- Марго Дыдек
- Эссенс Карсон
- Марисса Коулман
- Жантель Лавендер
- Бетти Леннокс
- Лиза Лесли
- Мвади Мабика
- Памела Макги
- Тадж Макуильямс
- Коко Миллер
- Делиша Милтон
- Дженна О’Хей
- Сеймон Огастус
- Ннека Огвумике
- Чини Огвумике
- Кэндис Паркер
- Тиша Пенишейру
- Кэппи Пондекстер
- Арминти Прайс
- Бриттни Сайкс
- Одисси Симс
- Мишель Сноу
- Никки Тисли
- Пенни Толер
- Кристи Толивер
- Марианна Толо
- Тина Томпсон
- Кэндис Уиггинс
- Тереза Уизерспун
- Рикуна Уильямс
- Тамика Уитмор
- Мэри Фердинанд
- Марта Фернандес
- Эрин Филлипс
- Эллисон Фистер
- Линдсей Хардинг
- Кристи Харроуэр
- Чамик Холдскло
- Дэдра Чарльз

## Участники матчей всех звёзд

Логотип клуба в 1997—2020 годах

| Год  | Участники матчей всех звёзд                                          | Участники матчей всех звёзд                                          |
| Год  | Стартовый состав                                                     | Резервный состав                                                     |
| ---- | -------------------------------------------------------------------- | -------------------------------------------------------------------- |
| 1999 | Лиза Лесли                                                           |                                                                      |
| 2000 | Лиза Лесли                                                           | Мвади Мабика и Делиша Милтон                                         |
| 2001 |                                                                      | Тамека Диксон и Лиза Лесли                                           |
| 2002 | Лиза Лесли                                                           | Тамека Диксон и Мвади Мабика                                         |
| 2003 | Тамека Диксон и Лиза Лесли                                           | Никки Тисли                                                          |
| 2004 | Лиза Лесли и Никки Тисли                                             | Делиша Милтон и Мвади Мабика                                         |
| 2005 |                                                                      | Чамик Холдскло и Лиза Лесли                                          |
| 2006 |                                                                      | Лиза Лесли                                                           |
| 2007 |                                                                      | Тадж Макуильямс                                                      |
| 2008 | Игра не состоялась из-за проведения Олимпийских игр в Пекине         | Игра не состоялась из-за проведения Олимпийских игр в Пекине         |
| 2009 | Лиза Лесли и Тина Томпсон                                            |                                                                      |
| 2010 |                                                                      | Кэндис Паркер                                                        |
| 2011 | Кэндис Паркер                                                        |                                                                      |
| 2012 | Игра не состоялась из-за проведения Олимпийских игр в Лондоне        | Игра не состоялась из-за проведения Олимпийских игр в Лондоне        |
| 2013 | Кэндис Паркер                                                        | Кристи Толивер и Ннека Огвумике                                      |
| 2014 | Кэндис Паркер                                                        | Ннека Огвумике                                                       |
| 2015 |                                                                      | Ннека Огвумике и Жантель Лавендер                                    |
| 2016 | Игра не состоялась из-за проведения Олимпийских игр в Рио-де-Жанейро | Игра не состоялась из-за проведения Олимпийских игр в Рио-де-Жанейро |
| 2017 | Кэндис Паркер                                                        | Челси Грей и Ннека Огвумике                                          |
| 2018 | Челси Грей и Кэндис Паркер                                           | Ннека Огвумике                                                       |
| 2019 | Челси Грей                                                           | Ннека Огвумике                                                       |
| 2020 | Игра не состоялась из-за проведения Олимпийских игр в Токио          | Игра не состоялась из-за проведения Олимпийских игр в Токио          |
| 2021 |                                                                      |                                                                      |
| 2022 | Ннека Огвумике                                                       |                                                                      |
| 2023 | Ннека Огвумике                                                       |                                                                      |
| 2024 |                                                                      | Дирика Хэмби                                                         |